# Aurora (Virginia Occidental)
Aurora es un lugar designado por el censo ubicado en el condado de Preston en el estado estadounidense de Virginia Occidental. En el Censo de 2010 tenía una población de 201 habitantes y una densidad poblacional de 36,8 personas por km².

## Geografía
Aurora se encuentra ubicado en las coordenadas 39°19′32″N 79°33′17″O / 39.32556, -79.55472. Según la Oficina del Censo de los Estados Unidos, Aurora tiene una superficie total de 5.46 km², de la cual 5.46 km² corresponden a tierra firme y (0%) 0 km² es agua.

## Demografía
Según el censo de 2010, había 201 personas residiendo en Aurora. La densidad de población era de 36,8 hab./km². De los 201 habitantes, Aurora estaba compuesto por el 99.5% blancos, el 0% eran afroamericanos, el 0% eran amerindios, el 0% eran asiáticos, el 0% eran isleños del Pacífico, el 0% eran de otras razas y el 0.5% pertenecían a dos o más razas. Del total de la población el 1% eran hispanos o latinos de cualquier raza.